# Метрополь (жилой комплекс)
Жилой дом и кинотеатр «Метрополь» — объект, расположенный в Старом городе Братиславы между улицами Мицкевичовой и Шпитальской.
Проект датируется 1927 годом, строительство комплекса завершено в 1928 году. Автор первоначального проекта — Юрай Тварожек, заказчиком и инвестором проекта был его родной брат Томаш Тварожек, один из директоров банка Mestská sporiteľna. В 1997 году здание было реконструировано по проекту Яна Милослава Бана, Любомира Заводного и Матейя Зиберта.
Здание представляет собой два пятиэтажных крыла, сходящихся под острым углом, ограниченным улицами Мицкевичовой и Шпитальской. Правильная сетка почти квадратных окон с тонкими каменными ставнями на фасаде, лишённом каких-либо украшений, является свидетельством тенденции консервативной функциональной архитектуры того времени, представленной в Братиславе прежде всего архитекторами немецкого культурного круга, например Францем Виммером (1885—1953). Планировочное решение таково, что в двухэтажном цокольном пространстве разместился кинотеатр с внутренней отделкой в стиле ар-деко. На первом этаже, доступном из парадного углового входа, было размещено кафе «Метрополь». Верхние этажи здания занимали двух-, трех- и четырехкомнатные квартиры. Кинотеатр был закрыт в первой половине 1990-х годов.
В 1997 году здание было полностью реконструировано по проекту архитекторов Яна Багны и Любомира Заводного, а внутренние помещения были приспособлены под нужды банка. Новое кафе, спроектированное Любомиром Заводным и Матеем Зибертом, разместилось на первом этаже над главным угловым входом.